# Pyongyang Sports Club
P'yōngyang Sports Club är en fotbollsklubb i Nordkorea som spelar i DPR Korea League.

## Vinster
- DPR Korea League

1991, 2004, 2005, 2007, 2009